# Brick Records
Brick Records è una etichetta discografica fondata a Boston, Massachusetts, nel 1996.
Durante questi anni ha lanciato molti nuovi talenti, ma ha anche prodotto album per artisti più affermati (Mf Doom, 7L & Esoteric).

## Discografia

### Vinili & 12"
- God Complex - Bust My Style (Remix) / Seek & Destroy (1995)
- Architects Of Intellect / God Complex - Verbal Gymnastics / Strontium 90 (1996)
- Various - Rebel Alliance LP (1997)
- 7L & Esoteric - Protocol / Touch The Mic / Be Alert (1997)
- Virtuoso - Incinerator / Orion's Belt (1997)
- Mr. Lif - Triangular Warfare / Inhuman Capabilities / Arise (1999)
- Skitzofreniks - On My Own Shit / Super Hoe / Skitzofreniks' State / Sicilians (Remix) (1999)
- Skitzofreniks - C'Mon Dude!?! / Revenge Of The Herbs / Charlie's Angles (2000)
- Reks - Skills 101 / Science Of Life / Final Four (2000)
- Scum - Scum Live / Slugfest / Takin' No Shorts (2000)
- MF Doom & MF Grimm - MF (2000)
- Lucky Dice - Imagine That / Main Threats / Out Of Towners (2001)
- Insight - Insight Presents... (2001)
- Reks - Fearless / Skills 201 / My City (2001)
- D-Tension Presents Encore & El Da Sensei - It's Time / Hard Times (2001)
- Poison Pen - Top Of The Food Chain / Triskaidekaphobia (13) / Ancient Ruins (2001)
- Reks - Easy / Easy Remix / Beantown To Cali (2001)
- D-Tension - Contacts + Contracts (2002)
- Insight - That Sh*t Ain´t Hot / Ghetto Blaster / Words Of Encouragement (2002)
- Insight - Updated Software V. 2.5 (2002)
- Insight - Updated Software V. 2.5 Instrumentals (2002)
- D-Tension Presents Akrobatik / Apathy / Mr. Lif - The Fugitive / D.S.L. / Trouble Shooting (2002)
- Skitzofreniks - Naturally (Walking Contradiction) / On My Own Shit (Revisited) / It Don't Matter (2002)
- Insight - Swift / Drop A Bomb On 'Em (2002)
- 7L & Esoteric - Watch Me / Word Association / Can't Come Close (2002)
- 7L & Esoteric - Herb / Rules Of Engagement (2002)
- 7L & Esoteric - Dangerous Connection (Instrumentals) (2002)
- O.V.M. - Little R & R / O Is For / Dick Swing Anthem / Sunshine Days (2003)
- Doujah Raze - Spinmata / The Breakoff (2003)
- King Syze - Machine Gun Rap / Blitz Inc. / Sibling Rivalry (2003)
- Insight + Spilled Acid Productions - Crooked Needle On A Square Record (2003)
- 7L & Esoteric - Do It! / Rest In Peace / What I Mean (2003)
- Main Flow - Loving The Game / Dice Role / Street Pay (2003)
- Shabazz The Disciple - Red Hook Day / Thieves In Da Nite (Heist) (2003)
- Insight - Ready & Able / Time Frame / Speech Puzzle (2003)
- Beyonder - Revolution Leaders / That's Absurd / Boondox Saints (2003)
- Main Flow - She Likes Me (Wannabattle Mix) / She Likes Me (Vinyl Thug Mix) / The Wire (2003)
- Insight - The Blast Radius (2004)
- Main Flow - Hip Hopulation (2004)
- Main Flow / Insight - Hip Hopulation / The Blast Radius (2004)
- Insight - Evolve / Daily Routine (DJ Real Mix) / Inventors (Black) (2004)
- The Odd Couple - Wreckyalife (2004)
- The Odd Couple - Alcohol/Ism (2004)
- Channel Live - Mr. President (2004)
- Kaze & 9th Wonder - 50/50 Amp / Spirit Of '94 (2005)
- Insight - Seventeen MC's / Visual Audio (2005)
- Insight - Night Ship Delivery - Vol 1.2 (2005)
- Kaze & 9th Wonder - Spirit Of '94: Version 9.0 (2005)
- 7L & Beyonder - Welcome To Shaftville U.S.A. - Vinyl Thug Music (2005)
- Ras Kass - Bars Up / Deformed Pretty Boyz + Caution (2005)
- Main Flow & 7L - Flow Season (2006)
- Scratch - Bootcamp Infantry (2006)
- Kaze & 9th Wonder - Last Laugh / Blood Thicker Than Oil (2006)
- King Syze - Spittin' Heavy / Band Of Brothers (2006)
- Main Flow & 7L - Where I'm From / Top Scholars (2006)
- Raydar Ellis - Graffiti Rock (2006)
- D-Tension - Pretty Little Whores / Lay'em Down (2006)
- Termanology - Watch How It Go Down / Think It Over (2006)
- Main Flow & 7L - Forever / Hustle Flow (2006)
- Raydar Ellis - Sambo Song (2006)
- Raheem Jamal - Boombox (2007)
- Termanology - So Amazing / Low IQ (2007)
- DJ Statik Selektah - Stop, Look, Listen (2008)

### Album
- Various - Rebel Alliance US Underground Attack 98' (1998)
- MF Doom & MF Grimm - MF (2000)
- Various - Building With Bricks 1996 - 2001: The Definitive Brick Records Collection (2001)
- 7L & Esoteric - Warning: Dangerous Exclusive (2002)
- Insight - The Blast Radius (2004)
- Main Flow - Hip Hopulation (2004)
- The Odd Couple - Alcohol/Ism (2004)
- Insight - Night Ship Delivery - Vol 1.2 (2005)
- Kaze & 9th Wonder - Spirit Of '94: Version 9.0 (2005)
- 7L & Beyonder - Welcome To Shaftville U.S.A. - Vinyl Thug Music (2005)
- King Syze - Syzemology (2006)
- D-Tension - Contacts & Contracts II (2006)
- Main Flow And 7L - Flow Season (2006)
- Termanology - Hood Politics IV: Show & Prove (2006)
- DJ Statik Selektah - Spell My Name Right (2007)
- Various - Building With Bricks Volume 3 (2008)
- Short Bus Alumni - Mr. T's Revenge (2008)
- East Coast Avengers - Prison Planet (2008)
- Top Choice Clique - Reel Chemistry: The Anthology (2008)

### Singoli
- Insight - Evolve (2004)

### Mixtape
- DJ Sense - Blazin' The Cut (1999)
- Fakts One - Heavy Hitters (1999)